# Crvena lisica
Crvena lisica (lat. Vulpes vulpes) je u srednjoj Europi jedini predstavnik ove grupe životinja i stoga najčešće poznata samo kao "lisica". Ona je u Europi najrašireniji divlji predstavnik porodice pasa. Najveći je pripadnik roda Vulpes i najviše geografski raširen pripadnik reda Carnivoria.

## Osobine
Tijelo lisice je dugo oko 75 cm, a na to dolazi još rep dug oko 40 cm. U ramenima je visoka 40 cm, a težina iznosi oko 6-10 kg. Krzno joj je s gornje strane tijela crveno a s donje bijelo; međutim, tonovi boje se mijenjaju ovisno o području koje nastanjuju, gornji dio od crvenkastožute do tamno crvenosmeđe, a donji od čisto bijele pa do sive boje škriljevca. Donji dijelovi nogu su joj crni.
Pored toga, postoje i varijacije koje se bojom prilično razlikuju. Tako, na primjer, lisica križanka ima crnu prugu na leđima. Srebrna lisica je tamno siva pa čak do crno obojena. Nadalje, postoje i varijacije s tamnom trbušnom stranom i grlom kao i naročito svijetla varijanta, nazvana brezova lisica.

## Rasprostranjenost
Područje na kojem živi lisica vrlo je veliko. Obuhvaća Europu, umjerena i suptropska područja Azije, u Africi područje sjeverno od Sahare i Sjevernu Ameriku. U 19. stoljeću ljudi su donijeli lisicu i u Australiju, gdje je postala vrlo teški ekološki problem za lokalnu populaciju sisavaca i ptica.

## Životni prostor
Kako je lisica prehrambeni oportunist, nema neke strogo određene zahtjeve u odnosu na životni prostor. Šume, travnjaci kao i poljoprivredne površine a u novije vrijeme i predgrađa gradova su odgovarajuća područja za crvenu lisicu. 
Tijekom 1940-ih je u Velikoj Britaniji utvrđeno povećano naseljavanje lisica u prigradska područja. Danas se smatra, da je smanjeni lov na lisice u tom razdoblju radi ratnih uvjeta populacija lisica narasla do mjere, da za mlade lisice nije više bilo dovoljno slobodnog područja za naseljavanje, pa su im na raspolaganju bila još samo gradska područja. Takav razvoj je još potpomognut činjenicom da je od početka 20. stoljeća bjesnilo u Velikoj Britaniji praktično iskorijenjeno, smrtnost lisica je tu zanačajno ispod one na europskom kontinentu. Takav razvoj je uslijedio i na kontinentu, samo s vremenskim pomakom.
Lisice su u gradovima preuzele smislenu ulogu. Love kuniće, doprinose smanjenju populacije štakora a i kao strvinari uklanjaju životinje koje stradaju u prometu. Međutim, u Bazelu su u zoološkom vrtu utvrdili, da u gotovo pravilnom tjednom razmaku kradu i jedu plamence. U zadnje vrijeme se stoga nastambe za pingvinovke, plamence i patkovke grade na način, da po mogućnosti budu zaštićene od upada lisica.

## Način života
Crvene lisice su životinje sumraka i noćne životinje svežderi.

### Ishrana
U pravilu, lisice love same. Iznimka je lov majke s mladuncima. Lisice brzim ugrizom ubijaju svoju lovinu, jer bi im inače, kako nemaju kandže, ulov mogao pobjeći. Hrane se pretežito glodavcima, ali i svim vrstama drugih malih životinja, biljkama te strvinom. Pored miševa, česta lovina su im jaja iz gnijezda ptica koje se gnijezde na tlu, patke, kokoši, zečevi, kukci, ribe. Rijetko ulove srnina mladunca, a još rjeđe prašćiće divljih svinja, dok će nekog gmaza ili vodozemca pojesti samo u krajnjoj nuždi. Lisice znaju upasti i u kokošinjac i ukrasti kokoš. Kad lovi miša, prvo stoji nepokretno, a onda iznenada skoči na njega tako da ga pritisne prednjim šapama. Prema godišnjem dobu, lisice se hrane i zrelim bobicama kao i voćem. U potrazi za hranom, lisica jede i životinje koje stradaju u prometu. Lisice koje žive u parkovima, znaju pljačkati i kante s otpatcima.

### Teritorij
Lisičja jama se u pravilu nalazi u središtu teritorija koji najčešće ima od 5 do 20 km². Lisica redovno obilazi "svoj" teritorij i obilježavanjem s izmetom i urinom obavještava druge lisice da je to područje "zauzeto". Veličina teritorija koji jedna lisica smatra svojim zavisi o količini raspoloživog potencijalnog plijena koji na njemu živi. 
Lisice imaju više jama na svom teritoriju. One služe za odmor, skrivanje u slučaju opasnosti i za podizanje podmlatka. Lisica rijetko sama kopa te jame, najčešće ih preuzima od jazavaca ili kunića, a zatim iskapa osim glavnog ulaza, još poneki da bi osigurala mogućnost sigurnog bijega u slučaju opasnosti. Takve se jame koriste od više generacija. Gustoća naseljenosti nekog područja lisicama zavisi od više elemenata, kao na pr. od raznolikosti područja, količine mogućeg plijena kao i mogućnosti gradnje jama. Mlade lisice ostaju na teritoriju majke različito dugo, a kad krenu u potragu za vlastitim teritorijem, to je različito udaljeno.

### Razmnožavanje
Najveći dio godine lisica je samotnjak. Vrijeme parenja u srednjoj Europi je u siječnju i veljači. U južnoj Europi to je do četiri tjedna ranije, a u sjevernoj do četiri tjedna kasnije. U tom razdoblju više mužjaka "osvaja" ženku, a ona se i pari s više mužjaka. Jedan mužjak ostaje uz ženku i pomaže joj u podizanju mladunaca.
Skotnost traje oko pedeset dana. U prosjeku okot broji tri do pet mladunaca, a vrlo rijetko samo jedno ili čak i do trinaest lisičića. Mladunci su teški od 80 do 160 grama i kote se slijepi s vunastom dlakom sivosmeđe boje. Oči prvi put otvaraju u dobi od 12 do 15 dana. Sišu četiri do šest tjedana, a u dobi od mjesec dana prvi put izlaze iz jazbine. Do tog su trenutka već promijenili dlaku i dobili tipičnu crvenu boju odrasle lisice. Mužjaci pomažu u podizanju podmlatka tako da ženki donose plijen na ulaz u jazbinu. Ako se dogodi da ženka strada, mužjak nastavlja s podizanjem mladunaca, ali naravno samo ako su već prestali sa sisanjem. Nakon četiri mjeseca, mladunci su samostalni. Spolnu zrelost dosižu s deset mjeseci, a majku napuštaju u dobi od oko godinu dana. Očekivani životni vijek im je oko 12 godina.

## Prirodni neprijatelji
Pored čovjeka, njeni su prirodni neprijatelji ris, vuk, sova i orao. No, u Europi te životinje više i nemaju neki značaj, jer su gotovo posvuda nestale. 
U prirodne neprijatelje ubrajaju se i paraziti kao i razne infekcije. Crvena lisica je osjetljiva na vlagu i hladnoću, pa kad su takvi vremenski uvjeti, lako se razboli od raznih infekcija. Gotovo trećina mladih lisica strada od ovakvih infekcija. Osim toga, tu je i bjesnilo. 